# Ève Périsset
Ève Josette Noelle Périsset (Saint-Priest, Auvernia-Ródano-Alpes, Francia; 24 de diciembre de 1994) es una futbolista francesa. Juega de defensa y su equipo actual es el Chelsea de la FA Women's Super League inglesa. Es internacional absoluta con la selección de Francia desde 2016.

## Trayectoria
Périsset finalizó su carrera profesional en 2012 en el Olympique de Lyon.
En 2016 fichó por el Paris Saint-Germain.
El 19 de junio de 2020 el Girondins de Burdeos anunció el fichaje de la defensora por dos años.
El 8 de junio de 2022, fichó por el Chelsea de la FA Women's Super League.

### Selección nacional
Périsset jugó por varios seleccionado juveniles de Francia. En el 2014 fue parte de la selección de Francia sub-20 que terminó en tercer lugar en la Copa Mundial Femenina de Fútbol Sub-20 de 2014 en Canadá.
En 2017, fue parte del plantel de la selección de Francia que jugó la Eurocopa Femenina 2017.

## Clubes
| Club                 | País       | Año       |
| -------------------- | ---------- | --------- |
| Olympique de Lyon    | Francia    | 2012-2016 |
| Paris Saint-Germain  | Francia    | 2016-2020 |
| Girondins de Burdeos | Francia    | 2020-2022 |
| Chelsea              | Inglaterra | 2022-act. |